# أكسيل هيرفيلي
أكسيل هيرفيلي مواليد 12 مايو 1983 في لييج، هو لاعب كرة سلة بلجيكي بدأ مسيرته الاحترافية في سنة 2000. تم اختياره من قبل فريق دنفر ناغتس خلال الدرافت يلعب مع فريق بلباو باسكت ويحمل الرقم 17. يبلغ طوله 6 قدم 10 بوصة (2.1 م).

## الإنجازات
ريال مدريد لكرة السلة
- الدوري الإسباني لكرة السلة: 2004–05، 2006–07
- 2006–07

## روابط خارجية
- أكسيل هيرفيلي على موقع الاتحاد الدولي لكرة السلة (الإنجليزية)
- أكسيل هيرفيلي على موقع الدوري الأوروبي لكرة السلة (الإنجليزية)
- أكسيل هيرفيلي على موقع سبورتس رفرنس (الإنجليزية)
- أكسيل هيرفيلي على موقع الدوري الإسباني لكرة السلة (الإسبانية)
- أكسيل هيرفيلي على موقع كرة السلة الأوروبية.كوم (الإنجليزية)
- أكسيل هيرفيلي على موقع DraftExpress.com (الإنجليزية)
- أكسيل هيرفيلي على موقع ريلجم (الإنجليزية)
- أكسيل هيرفيلي على موقع بروبوليرز (الإنجليزية)
- أكسيل هيرفيلي على موقع سبورتس رفرنس (الإنجليزية)